# Equador nos Jogos Pan-Americanos de 2011
O Equador participou dos Jogos Pan-Americanos de 2011 em Guadalajara, no México.

## Medalhas
| Atleta          | Esporte              | Prova                     | Medalha |
| --------------- | -------------------- | ------------------------- | ------- |
| Jorge Arroyo    | Levantamento de peso | Até 105 kg masculino      | Ouro    |
| Maria Escobar   | Levantamento de peso | Até 58 kg feminino        | Ouro    |
| Olivia Nieve    | Levantamento de peso | Mais de 75 kg feminino    | Ouro    |
| Ricardo Flores  | Levantamento de peso | Até 77 kg masculino       | Prata   |
| Juan Valverde   | Lutas                | Livre Até 55 kg masculino | Bronze  |
| Yoan Blanco     | Lutas                | Livre Até 66 kg masculino | Bronze  |
| Eduardo Gudamud | Levantamento de peso | Até 94 kg masculino       | Bronze  |

## Desempenho

### Atletismo
Feminino
| Atleta       | Prova                         | Elim. | Elim. | Semifinal | Semifinal | Final   | Final |
| Atleta       | Prova                         | Tempo | Pos.  | Tempo     | Pos.      | Tempo   | Pos.  |
| ------------ | ----------------------------- | ----- | ----- | --------- | --------- | ------- | ----- |
| Zuleyma Mina | Arremesso de martelo feminino |       |       |           |           | 57m16cm | 14º   |

### Ciclismo
Moutain Bike
| Atleta                     | Evento   | Tempo | Pos. |
| -------------------------- | -------- | ----- | ---- |
| Alexandra Gabriela Serrano | Feminino |       |      |

Estrada
| Atleta            | Evento                      | Final   | Final   |
| Atleta            | Evento                      | Tempo   | Posição |
| ----------------- | --------------------------- | ------- | ------- |
| Alexandra Serrano | Corrida em estrada feminino | 2:18:23 | 18º     |
| Maria Bone        | Corrida em estrada feminino | 2:19:29 | 27º     |

### Boliche
Duplas
| Atletas                      | Evento    | 1ª série | 1ª série | Final | Final |
| Atletas                      | Evento    | Res.     | Pos.     | Res.  | Pos.  |
| ---------------------------- | --------- | -------- | -------- | ----- | ----- |
| Mario Lemos Diogenes Saverio | Masculino | 2.203    | 13º      | 4.674 | 9º    |

### Levantamento de peso
Masculino
| Atleta           | Categoria      | Resultado (kg) | Resultado (kg) | Resultado (kg) | Posição |
| Atleta           | Categoria      | Arranque       | Arremesso      | Total          | Posição |
| ---------------- | -------------- | -------------- | -------------- | -------------- | ------- |
| Enrique Valencia | Até 69 kg      | 137            | 165            | 302 kg         | 5º      |
| Ricardo Flores   | Até 77 kg      | 148            | 181            | 329 kg         |         |
| Julio Idrovo     | Até 85 kg      | 143            | 180            | 323 kg         | 4º      |
| Eduardo Gudamud  | Até 94 kg      | 165            | 200            | 365 kg         |         |
| Jorge Arroyo     | Até 105 kg     | 185            | 210            | 395 kg         |         |
| Julio Arteaga    | Mais de 105 kg | 170            | 220            | 390 kg         | 4º      |

Feminino
| Atleta             | Categoria     | Resultado (kg) | Resultado (kg) | Resultado (kg) | Posição |
| Atleta             | Categoria     | Arranque       | Arremesso      | Total          | Posição |
| ------------------ | ------------- | -------------- | -------------- | -------------- | ------- |
| Alexandra Andagoya | Até 53 kg     | 67             | 94             | 161 kg         | 7º      |
| Maria Escobar      | Até 58 kg     | 99             | 122            | 221 kg         |         |
| Martha Malla       | Até 63 kg     | 85             | 110            | 195 kg         | 5º      |
| Rosa Tenorio       | Até 69 kg     | 99             | 115            | 214 kg         | 4º      |
| Olivia Nieve       | Mais de 75 kg | 113            | 145            | 258 kg         |         |

### Lutas
| Atleta        | Evento              | Oitavas de final       | Quartas de final                | Semifinais                    | Repescagem Ronda 1     | Repescagem Ronda 2            | Final                                             | Pos. |
| Atleta        | Evento              | Adversário e resultado | Adversário e resultado          | Adversário e resultado        | Adversário e resultado | Adversário e resultado        | Adversário e resultado                            | Pos. |
| ------------- | ------------------- | ---------------------- | ------------------------------- | ----------------------------- | ---------------------- | ----------------------------- | ------------------------------------------------- | ---- |
| Juan Valverde | Até 55 kg masculino |                        | VEN Fernando Paredes V 3-2, 6-0 | DOM Juan Ramírez Beltre D 1-6 |                        | BYE                           | Disputa pelo bronze: GUA Luis Orantes V 4-2, 3-1  |      |
| Yoan Blanco   | Até 66 kg masculino | Bye                    | PUR Pedro Soto D 0-3, 0-2       | Não avançou                   | BYE                    | MEX Ghandi Marquez V 3-0, 2-1 | Disputa pelo bronze: VEN Elvis Fuentes V 1-0, 2-0 |      |

### Remo
| Atleta                                           | Prova                | Elim.   | Elim.     | Repescagem | Repescagem | Final   | Final         |
| Atleta                                           | Prova                | Tempo   | Pos.      | Tempo      | Pos.       | Tempo   | Pos.          |
| ------------------------------------------------ | -------------------- | ------- | --------- | ---------- | ---------- | ------- | ------------- |
| Jhon Guala Bryan Sola Julio Arevalo Carlos Gomez | Quatro sem masculino | 6:54.75 | 4º/bat. 1 | 6:56.27    | 6º/rep. 1  | 6:40.30 | 8º/2º Final B |

### Tiro com arco
| Atleta                               | Evento               | Qualificatória | Qualificatória | Fase de 32               | Oitavas de final          | Quartas de final       | Semifinais             | Final                  | Pos.        |
| Atleta                               | Evento               | Pts.           | Pos.           | Adversário e resultado   | Adversário e resultado    | Adversário e resultado | Adversário e resultado | Adversário e resultado | Pos.        |
| ------------------------------------ | -------------------- | -------------- | -------------- | ------------------------ | ------------------------- | ---------------------- | ---------------------- | ---------------------- | ----------- |
| Kevin Vargas                         | Individual masculino | 1248           | 21º            | BRA Xavier Rezende D 0-6 | Não avançou               | Não avançou            | Não avançou            | Não avançou            | Não avançou |
| Martin Lazo                          | Individual masculino | 1188           | 29º            | MEX Juan Serrano D 0-6   | Não avançou               | Não avançou            | Não avançou            | Não avançou            | Não avançou |
| Diego Ramos                          | Individual masculino | 1091           | 32º            | USA Brady Ellison D 1-7  | Não avançou               | Não avançou            | Não avançou            | Não avançou            | Não avançou |
| Diego Ramos Martin Lazo Kevin Vargas | Equipes masculinas   | 3527           | 9º             |                          | ESA El Salvador D 196-218 | Não avançou            | Não avançou            | Não avançou            | Não avançou |

Legenda
| Recorde mundial                  | Recorde mundial (World record)               |                       | Recorde africano                      | Recorde africano (African) |                                           | Q | Classificado por posição (Qualified) |
| Recorde dos Jogos Pan-Americanos | Recorde pan-americano (Pan-American record)  | Recorde da América    | Recorde da América (Americas)         | q                          | Classificado por melhor tempo (Qualified) |   |                                      |
| Melhor marca do ano              | Melhor marca do ano (World leading)          | Recorde asiático      | Recorde asiático (Asian)              | DNS                        | Não largou (Did not start)                |   |                                      |
| Recorde nacional                 | Recorde nacional (National record)           | Recorde europeu       | Recorde europeu (European)            | DNF                        | Não terminou (Did not finish)             |   |                                      |
| Recorde pessoal                  | Recorde pessoal do atleta (Personal best)    | Recorde da Oceania    | Recorde da Oceania (Oceania)          | DSQ / DQ                   | Desclassificado (Disqualified)            |   |                                      |
| Recorde da temporada             | Recorde da temporada do atleta (Season best) | Recorde sul-americano | Recorde sul-americano (South America) | NM                         | Sem marca (No mark)                       |   |                                      |